# Cratere Bozkir
Bozkir  è un cratere sulla superficie di Marte.